# Acanthermia sabata
Acanthermia sabata är en fjärilsart som beskrevs av Druce 1894. Acanthermia sabata ingår i släktet Acanthermia och familjen nattflyn. Inga underarter finns listade i Catalogue of Life.